# Cordia quercifolia
Cordia quercifolia är en strävbladig växtart som beskrevs av Johann Friedrich Klotzsch. Cordia quercifolia ingår i släktet Cordia, och familjen strävbladiga växter. Inga underarter finns listade i Catalogue of Life.